# Chileens-Surinaamse betrekkingen
Chileens-Surinaams betrekkingen verwijzen naar de huidige en historische betrekkingen tussen Chili en Suriname.
Beide landen zijn lid van de Gemeenschap van Latijns-Amerikaanse en Caraïbische Staten, de Organisatie van Amerikaanse Staten, de Unie van Zuid-Amerikaanse Naties en Mercosur.

## Bilaterale betrekkingen
Op 28 januari 1994 tekenden beide landen een overeenkomst voor de vrijstelling van de visumplicht voor houders van diplomatieke paspoorten, die in 2011 in werking trad.
In maart 2012 had de Chileense president Sebastián Piñera in het kader van een top van de Caricom in Suriname een ontmoeting met  president Desi Bouterse.
In 2013 lanceerde de Surinaamse regering een voor circa 40 tot 50 studiebeurzen voor Surinaamse studenten aan Chileense universiteiten.

## Diplomatieke missies
De ambassade in Trinidad en Tobago vertegenwoordigt Chili in Suriname. Er is ook een Chileens honorair consul in Paramaribo.
De ambassade in Brazilië is de vertegenwoordiging van Suriname voor Chili.